# Isocybus femoralis
Isocybus femoralis är en stekelart som beskrevs av Jean-Jacques Kieffer 1916. Isocybus femoralis ingår i släktet Isocybus och familjen gallmyggesteklar. Inga underarter finns listade i Catalogue of Life.